# Party Animals 3 – Willkommen auf der Uni
Party Animals 3 – Willkommen auf der Uni (Originaltitel: Van Wilder: Freshman Year) ist eine US-amerikanische Studentenkomödie aus dem Jahr 2009. Es handelt sich um die zweite Fortsetzung, in Form eines Prequels zu Party Animals – Wilder geht’s nicht! aus dem Jahre 2002 und wurde für den DVD-Markt produziert.

## Handlung
Van Wilder beschließt, nachdem er seinen Highschool-Abschluss gemacht hat, für eine Woche nach Amsterdam zu fahren.
Zurück in den USA geht er auf das „Coolidge-College“ und führt damit die Tradition seiner Familie fort. Er lädt auf dem College zu einer Party ein, obwohl Uni-Dekan Dean Charles Reardon einige strenge Regeln aufgestellt hat: Kein Alkohol, keine Küsse, keine Drogen, keine Partys und kein Sex.
Nur ein Gast, Yu Dum Fok, kommt zu dem Ort der Feier, dem Zimmer von Van Wilder und Farley. Er hat lange für die Reise in die USA gespart, da in seinem chinesischen Heimatort „nichts los“ sei und Coolidge dagegen laut einer Erotikzeitschrift das Party-College Nr. 1 sei. Dass die Zeitschrift aus dem Jahr 1979 ist und Coolidge gegenwärtig eine religiöse, prüde und militärische Eliteschule ist, enttäuscht ihn sehr.
Die drei Jungs nehmen sich natürlich nun vor, das alte Bild der Schule wiederherzustellen.
Nach einigen Streichen haben es Reardon sowie seine Handlanger Lieutenant Dirk Arnold und Corporal Benedict auf Van Wilder abgesehen und er muss sich zusammen mit seinen Freunden einer Art militärischer Ausbildung von Arnolds Freundin Corporal Kaitlin Haze unterziehen. Diese ist ihm jedoch positiv gesinnt.
Van Wilder mischt sich dann noch erfolgreich in einige Angelegenheiten des Colleges ein: Er verhilft der Football-Mannschaft zum Gewinn, indem er die Cheerleader motiviert, die Spieler mit viel nackter Haut und einer Siegesfeier als Anreiz zum Gewinn anzufeuern. Außerdem löst er den Geschlechtsverkehr gegenüber negativ gestimmten, prüden Lehrer der „Sex-Klasse“ ab.
Arnold fühlt sich durch diese Aktionen und die Tatsache, dass Van Wilder sich für Kaitlin interessiert, provoziert und verprügelt ihn mithilfe seiner Freunde. Jedoch rächt sich Van  Wilder dafür später wieder.
Dieser bekommt, nachdem Kaitlin sich von Arnold getrennt hat, ein Date mit ihr. Der Kleinkrieg geht aufgrund des Hasses auf Van Wilder auf beiden Seiten weiter.
Das ganze gipfelt darin, dass er Reardon zu einem Kriegswettkampf herausfordert, bei der der Verlierer Coolidge verlassen soll. Zusammen mit seinen Freunden und Kaitlin, die sich mittlerweile nach einigen Streitigkeiten und Gegebenheiten wieder auf seine Seite gestellt hat, plant er eine Strategie, damit er das zahlenmäßig völlig überlegene Team besiegen kann: Mit vielen Tricks, die beispielsweise die Schwächen des anderen Teams für Frauen, Alkohol und Partys ausnutzen, gewinnt er den Wettkampf.
Dekan Reardon muss daraufhin das College verlassen.
Am Ende des Filmes sieht man Kaitlin und Van Wilder über „das erste Mal“ redend mit einem Golfwagen durch einen Park fahren.

## Kritik
„Pubertierender „Spaß“ voller Gags unter der Gürtellinie und einer Menge nackter Haut. Eher für Fans des Genres.“